# 奇日夫卡 (茲韋尼戈羅德卡區)
49°8′24″N 30°40′28″E / 49.14000°N 30.67444°E
奇日夫卡（烏克蘭語：Чижівка）是位於烏克蘭中部的村莊，由切爾卡瑟州裡茲韋尼霍羅德卡區的沃季亞尼基市鎮負責管轄。該村面積26.2平方公里，海拔高度237米，人口1,029，人口密度每平方公里392.2人。